# 天主教四平街教区
天主教四平街教區（拉丁語：Dioecesis Sepimchiaevensis，又稱為：天主教四平教區）是天主教在中國東北部吉林省西部設立的一個教區，屬於满洲教省。

## 概況
1949年4月21日，聖座在中國設立聖統制，四平街宗座代牧區升格為四平街教區，屬於满洲教省。
1940年，四平街教區信徒人數為8,752人、10個堂區、18位司鐸（18位修會司鐸）。教座位於吉林省四平市的四平耶稣圣心主教座堂。現時，宗座監牧區處於教座出缺狀態。

## 歷史
1921年，中華民國在長春建成新鎮四平街。1929年8月2日，聖座分別從熱河宗座代牧區和奉天宗座代牧區劃出奉天省西部的四平街、遼源、白城及熱河省北部地區，設立四平街宗座監牧區，由魁北克外方傳教會，石俊聲神父扣擔任首任宗座監牧。
1931年日本關東軍佔領四平街，且將當地劃歸滿洲國管轄，但仍准許外籍神父繼續在當地傳教及服務。1932年6月1日，聖座將四平街宗座監牧區升格為四平街宗座代牧區，石俊聲晉牧及留任成為宗座代牧。1937年5月18日，聖座從四平街宗座代牧區劃出熱河省北部及奉天省西部的6個縣，成立林東宗座監牧區。1940年，四平街宗座代牧區設有16座教堂、有信徒14,924人和44位司鐸。
1945年8月15日日本昭和天皇宣佈投降，蘇聯把佔領後的四平街交還給中華民國。1946年4月11日，聖座將四平街宗座代牧區升格為四平街教區，屬於满洲教省，石俊聲主教繼續出任教區正權主教。
1949年10月1日，中國共產黨在中國大陸地區建立中華人民共和國，並開始針對天主教進行宗教迫害及打壓，教會已經無法正常功能。1952年12月1日，加拿大籍石俊聲主教去世，由張保祿神父獲任命為宗座監理。其後，其他外籍傳教士先後被捕，並被中國政府驅逐出境，而需要由中國本地神父繼續管理教區內的教務。
1959年，由中國政府控制的組織中國天主教友愛國會未經聖座准許，擅自將四平街教區及林東宗座監牧區的西部管轄區併入吉林教區。1966年至1979年文化大革命期間，教區的所有宗教活動停止。1980年代初，教區逐步恢復宗教活動。
1981年，常振國獲地下教會秘密晉牧及成為四平街教區正權主教，但中國政府一直未有承認。1986年，韓景濤獲地下教會秘密晉牧及接任成為四平街教區主教。

## 历任主教

### 四平街宗座監牧
- 石俊聲神父, P.M.E（英语：Société des Missions-Étrangères du Québec）（1930年2月19日-1932年5月24日）：加拿大籍

### 四平街宗座代牧
- 石俊聲主教, P.M.E（1930年2月19日-1946年4月11日）：加拿大籍[6]

### 四平街主教
- 石俊聲主教, P.M.E（1946年4月11日-1952年12月1日）：加拿大籍
- 教座出缺（1952年-1981年）
  - 宗座監理張保祿神父（1954年4月2日-2004年）[7]
- 常振國主教（1981年-1985年）：地下教會秘密晉牧，未獲政府承認。[8]
- 韓景濤主教（1986年-2020年12月31日）：地下教會秘密晉牧，未獲政府承認。[9][10][11][12][13][14][15]
- 教座出缺（2020年-現在）